# شهرستان زارینسکی
شهرستان زارینسکی (به لاتین: Zarinsky District) یک منطقهٔ مسکونی در روسیه است که در سرزمین آلتای واقع شده‌است.